# استیو ویکرز (بازیکن فوتبال)
استیو ویکرز (انگلیسی: Steve Vickers؛ زادهٔ ۱۳ اکتبر ۱۹۶۷) بازیکن فوتبال اهل بریتانیا است.
از باشگاه‌هایی که در آن بازی کرده‌است می‌توان به باشگاه فوتبال کریستال پالاس، باشگاه فوتبال میدلزبرو، باشگاه فوتبال ترانمره راورز، و باشگاه فوتبال بیرمنگام سیتی اشاره کرد.